# 이화령-문경 전투
이화령-문경 전투는 한국 전쟁 초중기 7월 13일부터 시작된 조령과 이화령의 싸움이 마침내 7월 17일에 영강선(문경 남쪽의 낙동강 지류) 방어로 매듭지어지기까지의 과정을 취급케 되는데 이 작전지역은 충주에서 문경에서 점촌을 거쳐서 상주에 이르는 중부의 요역으로 만일 이곳이 돌파된다면 낙동강 주변으로 물러설 수밖에 없는 요충지역인 까닭에 혈투를 벌이게 된다.

## 배경
사단은 춘천 및 홍천 전투에서 서전을 치른 뒤에 급변하는 전황의 추이에 따라 7월 초에 충주로 이동하여 그곳에서 서부전선의 군 주력이 철수함에 따른 수용진지를 확보함과 아울러 차령산맥 북쪽의 중원을 지키고자 하던 바, 육군본부에서 다시 소백산맥과 금강 하반으로 연한 새로운 방어선을 설정하여 통제 있는 작전을 세움으로써 이에 따라 이곳 문경으로 한걸음 물러서서 본 전투에 임하게 되었다.

### 작전계획
이 작전을 북한군 측에서는 이른바 그들의 『제1단계 제3차 작전』이라고 하여 표방하기를 『급속한 공격과 맹렬한 추격으로 한국군 및 UN군을 대전-소백산맥 선에서 격멸하는 동시에 단시일 내에 전주-논산-대전-문경-울산선까지 진출한다.』라고 그 시행방침을 내세우고 그 시한을 7월 20일까지로 미리 정하여 채찍을 휘두른 것으로 알려졌다.
이것은 곧 국군에게 재편성할 수 있는 시간을 주지 않고, 결정적인 타격을 가하여 일거에 도모코자 한 작전이거니와, 당시에 육군본부에서도 이 같은 그들의 진의를 이미 간파한 나머지 대전으로 지휘본부를 이동함과 아울러 그 대응책을 논의한 끝에 작전명령 제42호로써 다음과 같이 하달하였다.
| 작전명령 제42호 |
| 『① 군은 제1군단 서측의 각 사단을 통합하여 중부지역으로 침공하는 적을 저지 격멸하려 한다. ② 제2군단장은 제8, 제6 양 사단을 통합하여 죽령-문경 간을 고수하면서 적을 진전(陣前)에서 격멸하라. ㉮ 제6사단은 11일부로 제2군단장의 지휘를 받으라. ㉯ 제8사단은 제25연대의 1개 대대를 통합한 채로 제2군단장의 지휘를 받으라. ㉰ 제25연대의 제1대대를 제8사단에 배속한다. 이하생략』 육군 본부 |

제2군단장 김백일 준장이 총참모장 정일권 소장으로부터 이 명령을 받고 청주의 제1군단에 들려 전황을 청취한 다음, 관계참모를 대동하고 증평-괴산-연풍-문경을 거쳐 함창에 당도한 것은 11일 01:00이었다.

## 전투 과정

### 7월 13일
이날은 흐린 날씨에 동남풍을 동반한 가랑비가 때때로 내렸다. 따라서 해발고도 1000m 내외를 헤아리는 이 곳 주흘산(1106고지)-조령산(1107고지)-증봉(914고지: 속칭 시루봉)로 잇닿는 소백산맥 준령에는 계절답지 않게 한기가 맴도는 가운데 제2, 제19 양 연대의 병사들이 이른 아침부터 진지를 구축하고 통신망을 구성하는 등 방어진지를 강화하였다.
이는 사단장이 문경부근의 조령과 이화령에 방어진을 편성키로 결심하고 신농국민학교(수안보 남쪽 7km)에 임시 설치된 지휘소를 7월 11일 02:00에 문경국민학교로 이설하는 즉시 수안보 일대에 배치된 사단의 주력을 철수케 함으로써, 전날 7월 12일 밤에 야간 철수한 이 양연대가 일출과 더불어 병력을 조정배치하고 진지를 보강한 것이다.
사단장의 명령에 따라 제19연대는 우일선인 조령을 맡고 제2연대는 좌일선인 이화령 지역을 담당하여 각각 책임지역내의 요선을 막아 거점방어태세를 갖추고 있었다.

이 무렵 제7연대는 제1사단과 함께 음성 동락리 전투에서 쾌승을 거둔 뒤로 괴산에서 배속이 해제되어 뒤늦게 당도함으로써 사단의 예비부대가 되어 문경에서 기동태세를 갖추고 있었으며, 제16포병대대는 각 포대단위로 분할하여 일선 양연대의 직후방에 진지를 선정하는가 하면 공병대대도 또한 문경-연풍간의 도로요소를 폭파하는 등, 지원부대들의 활동목표도 오직 이 방어 일전에만 집약되었다.
이것은 지역의 중요성도 있으려니와, 사단이 춘천에서 물러선 뒤로 연대 단위로 분진하며 각각 다른 임무를 수행하다가 여기에서 비로소 서로 손잡게 된데다 좌우인접사단과 연대하면서 전선을 형성케 됨으로써 일전을 할 태세를 갖추게 되었는데, 이때에 당면의 북한군 제1사단도 또한 수안보에서 침공태세를 갖추고 있었다. 그러나 이날은 피차간의 수색과 정찰만으로 맞섰다.

### 7월 14일
사단이 문경 방어에 들어간 지 이틀째 되는 이날, 당면의 북한군 제1사단은 이윽고 공격을 감행하였다. 이들은 사단의 좌일선인 제2연대 정면에 공격의 중점을 두고, 비교적 부대기동이 용이한 3번 도로를 따라 이화령을 돌파하고자 함으로써 타지역에서는 거의 교전이 없고 여기에서만이 격돌을 보게 되었다.
이곳 이화령은 전날 하오까지 가랑비가 오락가락 하더니 이날 새벽에는 비가 그치고, 7월 중순의 고산지대의 기상 그대로 짙은 안개가 산속을 메워 지척을 분별키 어려웠다.
이러한 가운데 날아든 적의 122mm 유탄포와 82mm 박격포 등의 포화가 집중하니, 연대장 함병선 대령은 드디어 적의 공격이 시작된 것으로 판단하고 각 대대로 하여금 더욱 경계를 철저히 하도록 독려하던 바, 영봉에 어둠이 걷히면서 돌연 이화령 북쪽 계곡이 수류탄의 폭음과 총성으로 가득하였다.
이 시각이 대체로 04:30을 전후한 무렵으로 연대는 3개 대대가 모두 전날 점령한 진지에서 대전태세를 취하고 있었는데, 연풍까지 침습한 북한군 제 1사단이 연대규모의 병력으로 농무(濃霧)를 틈타 진지 앞으로 바싹 다가선 다음 제2, 제3 양 대대의 진내로 뛰어 들어 공격을 감행함으로써 일순간에 백병대결의 혈전장으로 변하고 말았다.
전진진지를 맡고 있는 이종기 대위가 이끄는 제2대대의 경우를 보면, 국지 경계병으로 매복시킨 나일균 일병으로부터 『3번도로 부근에서 수냉식 기관총을 끄는 소리가 난다.』는 보고를 받고 이를 확인토록 지시하였던바, 이보다 800m 더 올라온 측후방에서 홀연히 수 미상의 북한군이 올라와 수류탄 투척에 이은 총격으로 공격하였으며, 또한 여기에서 교전이 시작된 지 30분이 채 못되어 이화령 동쪽 능선을 점령하고 있는 제1대대의 3중대장 최희대 대위가 진전에 북한군의 선봉이 침습하였음을 확인하였다고 하니, 이때에 이들은 이미 주력으로 제2대대 진지의 서측을 통과하여 이화령으로 도착하고 있음이 분명하였다.
그 뿐만 아니라 연대의 좌측 제일선을 담당한 이운산 소령이 이끄는 제3대대는 20여분 동안의 격돌 끝에 일부의 병력이 분산되어 혼선을 빚는가 하면 연대 관측소에서도 포격의 피해가 심각하였다.
이렇듯 제일선에서 고전을 치르고 있을 무렵 연대장이 이화령의 관측소에서 전방을 살펴보니, 운무에 쌓인 진지는 확인할 길이 없고 작열하는 총포성 만이 계곡을 메웠는데 특히 초기에 격돌한바 있는 제2, 제3 양 대대와는 교신마저 끊겨 그 정황을 파악할 수가 없었다.
이러한 상태로 3시간을 지나 어느덧 08:00을 넘어서자 점차로 농무가 걷히면서 북쪽 능선이 시야에 들어오는데, 어찌된 영문인지 현진지를 고수하고 있었을 것으로 믿었던 제2, 제3 양대대의 병사들이 이화령쪽으로 철퇴하고 있는 것이었다.
이를 본 연대장은 고개 마루로 뛰어 올라 지휘봉을 빗겨들고 떨리는 노성으로 『일보도 물러설 수 없다. 즉각 돌아서서 반격하라.』고 하는 동시에 이화령 동측에 배치한 제1대대장 박노규 중령을 전화로 불러 『곧 역습을 단행하여 633고지를 탈환하라.』고 엄명을 내리는 즉시 자신이 직접 진두에서 이를 지휘하였다.
이 명령을 받은 제 1대대장이 2중대장 김인문 중위와 3중대장 최희대 대위로 하여금 3번 도로의 동쪽 능선을 따라 역습케 하니, 진지를 박차고 나선 양 중대가 함성을 높여 서쪽 능선으로 돌진하면서 계곡에 폭로된 적군을 무찔러 나갔으며, 이와 때를 같이하여 안개가 서서히 걷히자 고개를 오르던 병사들도 반전하여 역공대열에 가담하기 시작하였다.
이 무렵 제3대대장 이운산 소령도 또한 북한군들이 동요하자 혼전 중에 분산된 병력을 수습코자 심혈을 기울이던 바, 시계가 트이자 제9중대장 남백봉 대위와 제11중대장 채수용 대위를 불러 역공케 하니, 이제 제1, 제3 양 대대가 운분의 일전을 전개케 되었거니와 이와 보조를 같이하여 제16포병대대도 또한 2개 포대로써 북한군의 증원을 차단키 위하여 연풍 일대에 철화를 퍼부으니 전황은 바야흐로 크게 역전되어 갔다.

### 7월 15일
전날 밤에 비상태세로 들어간 사단은 철야로 진지를 지키고 있는데 이날 아침에도 또한 농무가 짙게 깔렸으며, 산 허리에 매복한 병사들이 겉옷이 젖을 정도로 습도가 높았다.
이것은 마치 전날의 무중격투를 연상케 하는 음산함이 흘러 각 연대마다 더욱 경계를 엄히 하고 있던 바, 과연 06:00을 전후하여 광파가 밀려드는데, 이번에는 산악기동으로 진지 앞까지 근접한 적이 집중적으로 조령관을 돌파코자 발악하였다.
따라서 이 지역을 담당한 제 19연대가 이를 막아 격돌을 벌이게 되었는데, 특히 이 지역은 삼림이 울창한 주흘산(1106고지)과 조령산(1017고지)이 좌우측방에 높이 솟은데다 안개가 짙게 덮이고 보니 처음부터 일대 혼전이 야기되었다.
그런데 이와는 달리 전날 혈투를 벌인 바 있는 이화령에서는 소규모의 교전이 있을 뿐이었으며 또한 서측방의 구왕봉 부근으로 남하한 북한군 제13사단도 측후방을 위협하는 정도에 그침으로써 사실상 이날의 전투는 제19연대와 제16포병대대의 협동작전으로 시종되었다.

### 7월 16일
전날 조령을 점령한 북한군 제 1사단은 이윽고 이날 06:00을 기하여 총공격을 감행하였다. 그 침공양상을 보면 조령을 점령한 부대로써 문경 정면에 계속적인 압력을 가하는 동시에 2개 연대 규모의 병력을 들어 동서 양 측방으로 우회, 침습코자 하였다.
즉, 그들의 예비부대로 알려진 제14연대는 이창권의 지휘 하에 사단 동측의 갈평리 계곡으로 근접하는가 하면 증원부대로 밝혀진 그들 제13사단 예하의 21연대는 이승준이 이끌고 서남쪽의 백화산으로 침습하였으며 또한 이와 아울러 조령과 이화령에서도 정면병타를 가하여 단숨에 문경을 삼키려는 듯하였다.
후에 밝혀진 바에 따르면 당시에 북한군 제2군단장 김무정은 UN군이 가담하기 전에 소백산맥을 넘어야 한다고 강조하는 동시에 제1사단장에게 제13사단 예하의 1개 연대를 뽑아 증원시키면서 조속히 문경을 탈취토록 엄명하였다고 하니, 이들이 중부지역의 조기진출을 얼마나 서둘렀는지 짐작하고 있다.

## 결과 및 영향
사단에서 본전투를 일단 매듭짓고 영강 하반으로 물러선 7월 17일 현재에 인접부대의 전황을 살펴보면 우인접인 제 8사단은 죽령에서 북한군 제8사단과 대결 끝에 이곳을 내놓고 한걸음 뒤로 물러서서 풍기-영주 간에 요역을 확보코자 주야로 전개하고 있었으며 좌인접인 제1사단은 미원에서 북한군 제15사단의 침공을 막아 7월 13일 이후 이날에 이르기까지 방어태세를 취하고 있다.
따라서 이날 현재의 병력배치 상황을 표면상으로 구별할 때에는 풍기-적성리-마성(문경 남쪽 8km)은성-미원으로 이어지는 소백산맥 남록의 진지를 아직도 견지한 것으로 여겨졌으나 사실은 오히려 서반부에서 큰 변화가 일고 있었던 것이다.
그 까닭은, 전투가 점차로 치열함에 따라 각 사단마다 담당 지역내의 요선을 방비하는데 치중하게 됨으로써 문경-미원간의 45km에 달하는 고산지대에 틈이 생기게 되자 이점을 노린 북한군 제2군단장 김무정이 이지역으로 2개 사단을 투입하여 그중 제13사단은 문경 서남쪽의 은성을 향하게 하고 제15사단은 당흥리(미원 동북쪽 10km)-화북-화서-상주 축선으로 돌입케 하니 이 양 사단이 어느덧 소백산맥을 넘어 현 배치선 남쪽으로 밀려들고 있기 때문이다.